# アヤカシ (妖怪)

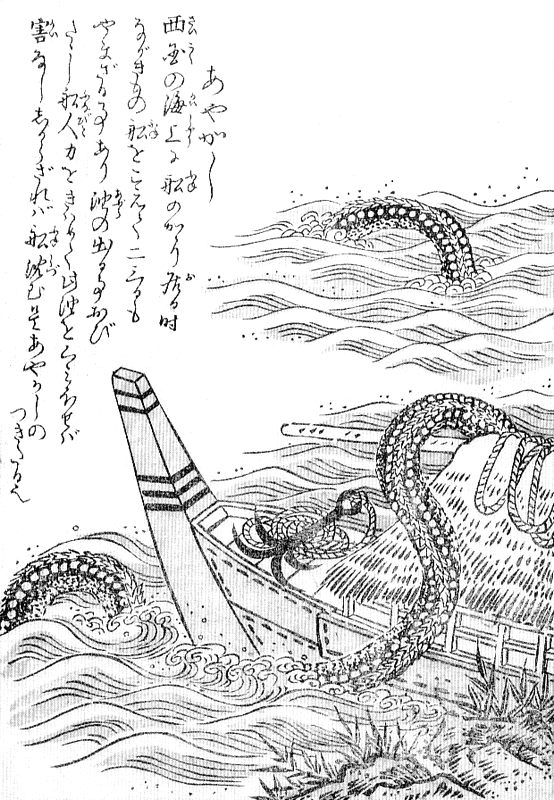
鳥山石燕『今昔百鬼拾遺』より「あやかし」

アヤカシは、日本における海上の妖怪や怪異の総称。
長崎県では海上に現れる怪火をこう呼び、山口県や佐賀県では船を沈める船幽霊をこう呼ぶ。西国の海では、海で死んだ者が仲間を捕えるために現れるものだという。
対馬ではアヤカシは大きな怪火で、夕暮れに海岸に現れ、火の中に子供が歩いているように見えるという。沖合いでは怪火が山に化けて船の行く手を妨げるといい、山を避けずに思い切ってぶつかると消えてしまうといわれる。
また、実在の魚であるコバンザメが船底に貼り付くと船が動かなくなるとの俗信から、コバンザメもまたアヤカシの異称で呼ばれた。
鳥山石燕は『今昔百鬼拾遺』で「あやかし」の名で巨大な海蛇を描いているが、これはイクチのこととされている。

## 千葉の伝承
江戸時代の怪談集『怪談老の杖』に、以下のような記述がある。
千葉県長生郡大東崎でのこと。ある船乗りが水を求めて陸に上がった。
美しい女が井戸で水を汲んでいたので、水をわけてもらって船に戻った。船頭にこのことを話すと、船頭は言った。
「そんなところに井戸はない。昔、同じように水を求めて陸に上がった者が行方知れずになった。その女はアヤカシだ」
船頭が急いで船を出したところ、女が追いかけて来て船体に噛り付いた。すかさず櫓で叩いて追い払い、逃げ延びることができたという。